# Diplogasteroides spengelii
Diplogasteroides spengelii är en rundmaskart. Diplogasteroides spengelii ingår i släktet Diplogasteroides och familjen Diplogasteridae. Inga underarter finns listade i Catalogue of Life.